# Сату-Ноу (Мірча-Воде, Констанца)
Сату-Ноу (рум. Satu Nou) — село у повіті Констанца в Румунії. Входить до складу комуни Мірча-Воде.
Село розташоване на відстані 170 км на схід від Бухареста, 34 км на захід від Констанци, 129 км на південь від Галаца.

## Населення
За даними перепису населення 2002 року у селі проживали 2686 осіб. Рідною мовою 2684 особи (99,9%) назвали румунську.
Національний склад населення села:
| Національність | Кількість осіб | Відсоток |
| -------------- | -------------- | -------- |
| румуни         | 2635           | 98,1%    |
| цигани         | 49             | 1,8%     |